# Fontange

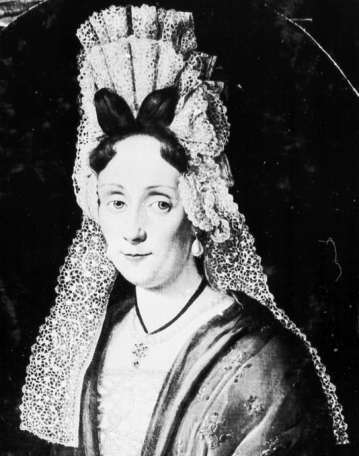
Dame mit Fontange

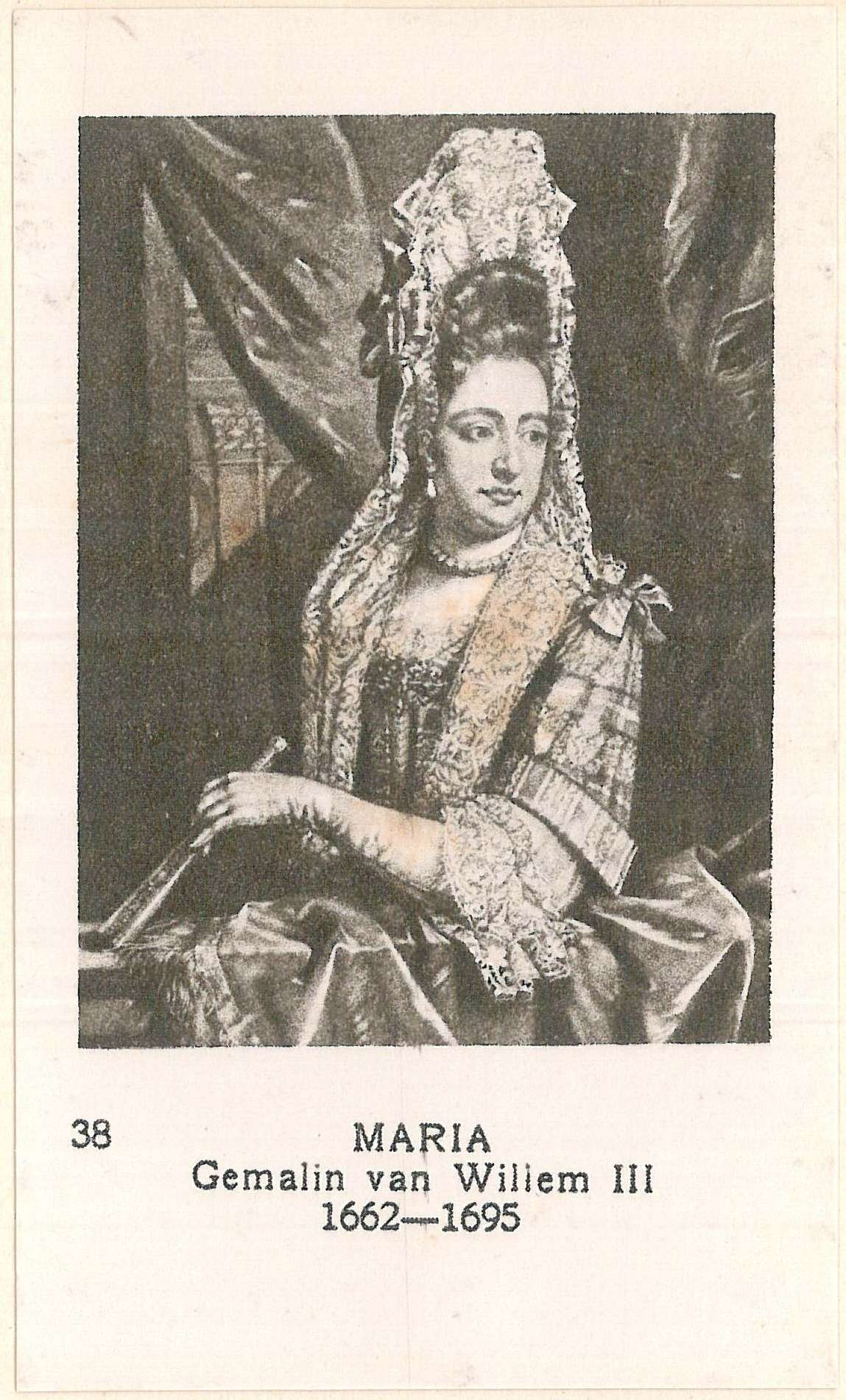
Königin Mary von England (1662–1695) mit Fontange

Die Fontange [fɔ̃ˈtɑ̃ʒ] ist eine hohe, über einem Gestell aus Draht aufgebaute Haube, die etwa von 1685 bis 1715 von Frauen in Europa getragen wurde. Auch der gesamte Aufbau aus Haube und Frisur wird Fontange genannt. 
Der Name bezieht sich auf die Herzogin von Fontanges, eine Maitresse von Ludwig XIV.
Mehrere unterschiedliche Legenden schreiben ihr die Erfindung dieser Art Kopfbedeckung zu. Die verbreitetste erzählt, der Herzogin habe sich auf einem Jagdausflug mit dem König die Frisur gelöst, woraufhin sie das Haar kurzerhand mit einem Band oben auf dem Kopf befestigte. Der König soll von dieser Frisur begeistert gewesen sein, und so schmückten sich binnen kurzem alle Damen des Hofes mit Fontangen. Als die Fontangen um 1695–1700 ihre größte Höhe erreichen, wird berichtet, dass der König ihrer mittlerweile überdrüssig sei, doch gegen die Mode ist selbst der Sonnenkönig machtlos. Erst nach seinem Tod 1715 verschwinden Fontangen aus der Mode.